# Glyder Fawr
Glyder Fawr är ett berg i Storbritannien.   Det ligger i kommunen Gwynedd och riksdelen Wales, i den södra delen av landet, 300 km nordväst om huvudstaden London. Toppen på Glyder Fawr är 999 meter över havet, eller 685 meter över den omgivande terrängen. Bredden vid basen är 11,5 km.
Terrängen runt Glyder Fawr är huvudsakligen kuperad.Runt Glyder Fawr är det ganska tätbefolkat, med 60 invånare per kvadratkilometer. Närmaste större samhälle är Bangor, 15,6 km norr om Glyder Fawr. Trakten runt Glyder Fawr består i huvudsak av gräsmarker.